# Cacia postmediofasciata
Cacia postmediofasciata är en skalbaggsart som beskrevs av Stefan von Breuning 1947. Cacia postmediofasciata ingår i släktet Cacia och familjen långhorningar.
Artens utbredningsområde är Filippinerna. Inga underarter finns listade.